# 유성구청장 선거
유성구청장 선거는 대전광역시 유성구의 구청장을 선출하는 선거이다.

## 역대 민선 유성구청장
| 선거   | 정당 | 정당           | 구청장 |
| ------ | ---- | -------------- | ------ |
| 1995년 |      | 민주당         | 송석찬 |
| 1998년 |      | 새정치국민회의 | 송석찬 |
| 2000년 |      | 자유민주연합   | 이병령 |
| 2002년 |      | 자유민주연합   | 이병령 |
| 2004년 |      | 한나라당       | 진동규 |
| 2006년 |      | 한나라당       | 진동규 |
| 2010년 |      | 민주당         | 허태정 |
| 2014년 |      | 새정치민주연합 | 허태정 |
| 2018년 |      | 더불어민주당   | 정용래 |
| 2022년 |      | 더불어민주당   | 정용래 |

## 역대 선거 결과

### 제1회 전국동시지방선거
|  | 42.47% |

|  | 24.39% |

|  | 19.20% |

|  | 8.34% |

|  | 5.58% |

### 제2회 전국동시지방선거
|  | 58.71% |

|  | 32.62% |

|  | 8.66% |

### 2000년 대한민국 재보궐선거
송석찬 구청장의 사임으로 인해 치러진 2000년 대한민국 재보궐선거에서 자유민주연합 이병령 후보가 당선되었다.

### 제3회 전국동시지방선거
|  | 54.83% |

|  | 35.88% |

|  | 9.28% |

### 2004년 대한민국 재보궐선거
이병령 구청장의 사임으로 인해 치러진 2004년 대한민국 재보궐선거에서 한나라당 진동규 후보가 당선되었다.

### 제4회 전국동시지방선거
|  | 53.00% |

|  | 26.84% |

|  | 11.06% |

|  | 9.09% |

### 제5회 전국동시지방선거
|  | 41.86% |

|  | 31.66% |

|  | 26.46% |

### 제6회 전국동시지방선거
|  | 60.71% |

|  | 36.25% |

|  | 1.74% |

|  | 1.28% |

### 제7회 전국동시지방선거
|  | 63.26% |

|  | 22.57% |

|  | 14.16% |

### 제8회 전국동시지방선거
|  | 51.16% |

|  | 48.83% |